# Октални систем
Октални бројевни систем је систем записа бројева са базом осам, данас често примењиван у информатици и рачунарству. Користи цифре у опсегу 0 до 7. Првих неколико природних бројева (скуп N0) овог система упоређених са децималним гласи:
| Окталан број   | 0 | 1 | 2 | 3 | 4 | 5 | 6 | 7 | 10 | 11 | 12 | 13 | 14 | 15 | 16 | 17 | 20 | 21 | ... |
| Децималан број | 0 | 1 | 2 | 3 | 4 | 5 | 6 | 7 | 8  | 9  | 10 | 11 | 12 | 13 | 14 | 15 | 16 | 17 | ... |

## Конверзије у друге базе

### Бинарни систем
Релативно је једноставно конвертовати бројеве из бинарног у октални систем, и обрнуто. Разлог за ово је да је база 8 = 2³ трећи степен базе 2, те се једна октална цифра може увек представити са три бинарне. Са друге стране, сваке три бинарне цифре се могу представити са једном окталном, као што је приказано на табели испод.
| Бинаран број | 000 | 001 | 010 | 011 | 100 | 101 | 110 | 111 |
| Окталан број | 0   | 1   | 2   | 3   | 4   | 5   | 6   | 7   |

Следе примери конверзија:
- (11010)2 = (011 010)2 = (3 2)8 = (32)8
- (1,1101)2 = (001, 110 100)2 = (1, 6 4)8 = (1,64)8
- (254)8 = (2 5 4)8 = (010 101 100)2 = (010101100)2
- (36,4)8 = (3 6, 4)8 = (011 110, 100)2 = (11110,1)2

### Хексадецимални систем
Не постоји степена веза између база 16 = 24 и 8 = 2³, те конверзија из хексадецималног у октални систем и обрнуто није изводива на начин на који је то могуће при конверзији између бинарног и окталног система. Ипак, пошто оба броја имају заједничку основу 2, конверзије се могу вршити првобитним конвертовањем броја на бинарни запис, и његовим превођењем на жељену базу, следи пар примера:
-16 = (1010 1111)2 = (010 101 111)2 = (257)8
- (8)16 = (1100, 1000)2 = (001 100, 100)2 = (14,4)8
- (564)8 = (101 110 100)2 = (0001 0111 0100)2 = (174)16
- (12,7)8 = (001 010, 111)2 = (1010,0111)2 =16

### Други системи
Уколико се конверзија врши између окталне и базе која је степен двојке, проблем је увек могуће решити аналогно са претходна два случаја. У општем случају, конверзија се може увек на најлакши начин извести превођењем октанлог броја у децимални, и потом децималног у жељену базу.
Пример: конверзија броја 540 из базе 8 у базу 11
- Прво треба конвертовати број 540 из базе 8 у базу 10:

(540)8 = 5·8² + 4·81 = 320 + 32 = 352
- Потом овај број разложити на степене броја 11:

352 = 2·11² + 10·110 = (2A)11